# چروین
چروین (به لهستانی:  Czerwin) یک روستا در لهستان است که در گمینا چروین واقع شده‌است. چروین ۷۰۰ نفر جمعیت دارد.